# Marc Van Der Linden
Marc Van Der Linden (4 de febrer de 1964) és un exfutbolista belga.

## Selecció de Bèlgica
Va formar part de l'equip belga a la Copa del Món de 1990. Fou jugador del Royal Antwerp FC, RSC Anderlecht i KAA Gent.